# Museo Pau Casals
El Museo Pau Casals es un museo centrado en la vida y obra de Pau Casals, que se encuentra en el paseo marítimo de San Salvador, en Vendrell. Se inauguró en 1974. El museo tiene como misión conservar, preservar y difundir la figura de Pau Casals, su obra y su patrimonio. En julio de 2020 fue declarado museo de interés nacional por la Generalidad de Cataluña.

## Historia
La Fundación Pau Casals fue creada en 1972 por el mismo Casals –un año antes de morir– y su mujer, Marta Montañez. El primer objetivo de la Fundación, según el artículo 6 de sus estatutos, es "conservar y mejorar la Casa Museo Pau Casals de San Salvador (Vendrell)".  El patronato de la Fundación ha sido presidido, desde su creación, por el abad de Montserrat correspondiente.
Poco después del fallecimiento de Pau Casals, en 1974 se abrieron al público algunas estancias de la casa, como la Sala de la Música y Sala del Sentimiento, reconvertida ahora en pinacoteca. Un par de años después, en 1976, se inauguró la primera versión de la casa museo.
El museo permaneció cerrado entre 1996 y el 2 de junio de 2001, para rehabilitar el edificio tanto desde un punto de vista estructural como museográfico. Con la inauguración de la nueva etapa, el museo adoptó el nombre definitivo de Vil·la Casals-Museo Pau Casals.

## Edificio

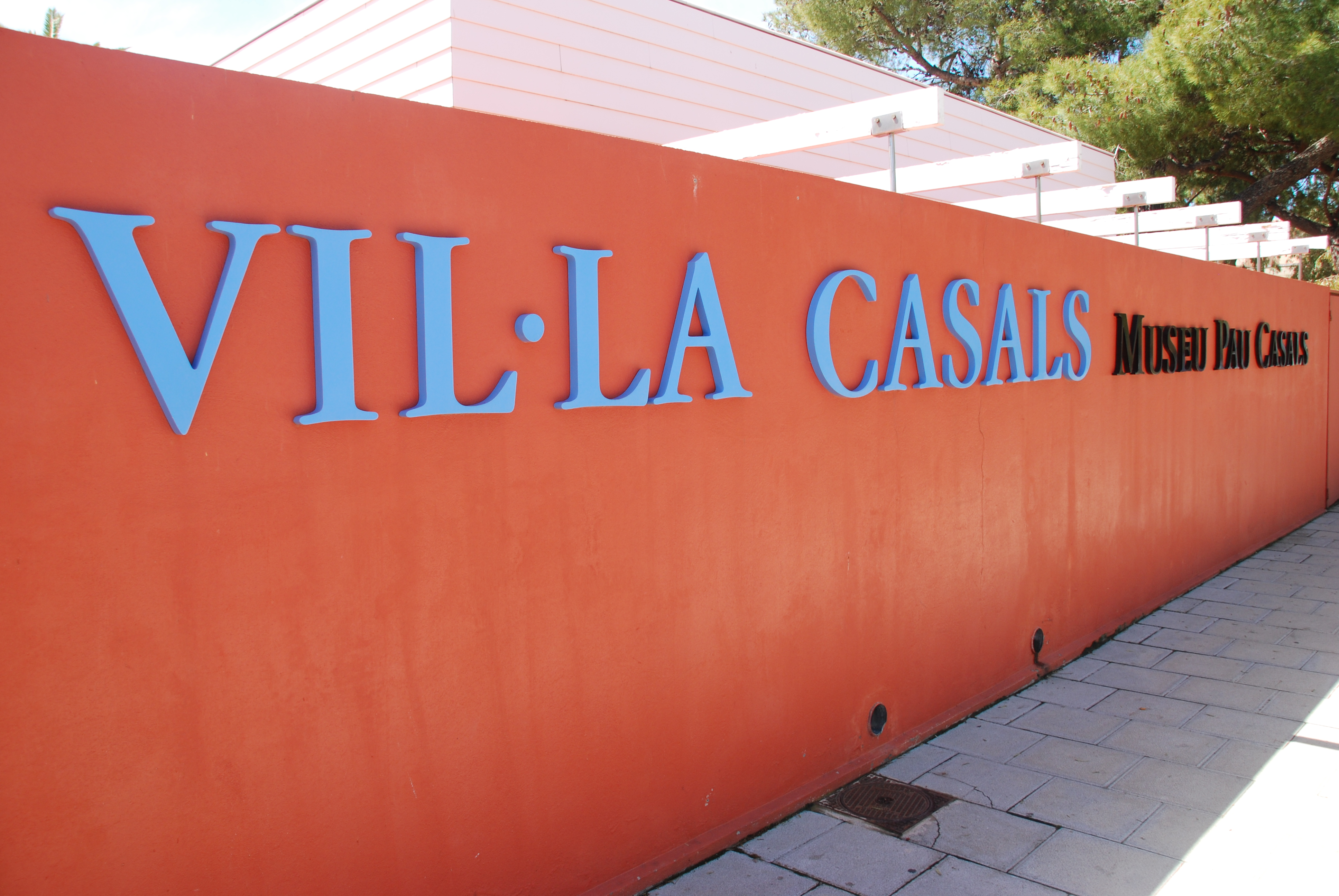
Entrada al Museo Pau Casals

A principios del siglo XX, más concretamente en 1908, Pau Casals compró unos terrenos y encargó la construcción de una casa de veraneo en el barrio marítimo de San Salvador, que entonces quedaba a unos tres kilómetros del casco urbano de Vendrell. La llamaría Villa Casals (Vil·la Casals). Un año después firmó el contrato con Josep Carreras y Francisco Solà, constructor y arquitecto, respectivamente.
Las obras de construcción no empezarían hasta enero de 1910. El año siguiente Casals ya veraneó en la finca con su familia. En los veranos posteriores, pasaría temporadas con músicos de renombre como Enrique Granados, Donald Tovey o Mieczysław Horszowski.
El edificio tenía dos plantas presentadas en un cuerpo central y un porche con soportales que abre las vistas al mar. Progresivamente la finca se fue ampliando y fue incorporando nuevas instalaciones, como una pista de tenis, un jardín, un huerto y, a finales de los años 20, unas casas para los invitados. En aquel momento también se sustituyó la barandilla de la terraza por una balaustrada
Antoni Puig i Gairalt realizó las primeras reformas importantes del edificio a principios de los años 30, para darle un aspecto novecentista.
En 1935 se proyectó la Sala de Conciertos y la Sala del Vigatà, donde se instalaron obras de Francesc Pla, conocido como el Vigatà. Se trata de un conjunto de pinturas del siglo XVIII. También se creó una galería de esculturas, con obras de Josep Clarà (Apolo), Martí Llauradó y Josep Llimona.
Pau Casals no pudo disfrutar mucho de las reformas de la casa, puesto que en 1939, al poco de finalizar las obras, estalló la guerra civil española y tuvo que exiliarse. No  volvería nunca más.
La casa fue custodiada por su hermano Lluís Casals y por otros miembros de su familia hasta 1976, fecha en que se inauguró definitivamente el museo.

## Colección
Dentro de la casa museo Pau Casals se encuentran recopilados y expuestos diversas esculturas, pinturas, instrumentos musicales, fotografías, autógrafos, muebles y otros objetos personales del músico.
Mientras Pau Casals vivía en Cataluña se dedicó a formar una colección privada de pintura catalana. Actualmente se pueden ver en el museo obras de artistas vinculados a Sala Parés y al círculo de Joan Merli.

## Fondo documental
El fondo documental de la Fundación Pau Casals se encuentra conservado en el Archivo Nacional de Cataluña, en San Cugat del Vallés. Este fondo está formado por toda la documentación referente tanto a la vida personal como profesional del maestro entre 1876 y 1976. Destacan algunas de sus composiciones y su correspondencia personal, donde se puede constatar la relación que mantuvo con varias personalidades del mundo de la cultura catalana y, en general, con los diversos ámbitos de la cultura, la política y la sociedad coetáneas. También destaca el apartado de documentos sonoros y de imagen.